# Niperotidine
Niperotidine là thuốc đối kháng histamine chọn lọc cho phân nhóm H2. Nó được nghiên cứu như là một điều trị cho axit dạ dày quá mức, nhưng rút sau khi thử nghiệm ở người cho thấy tổn thương gan.